# Apeadeiro de Senhora da Graça
O Apeadeiro de Senhora da Graça é uma interface encerrada do Ramal de Mora, que servia a localidade de Nossa Senhora da Graça do Divor, no concelho de Évora, em Portugal.

## História

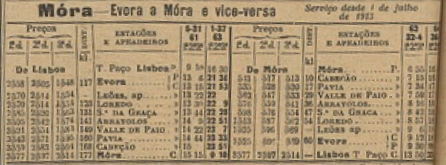
Horários do Ramal de Mora em 1913, onde Senhora da Graça surge com a categoria de estação.

Em 16 de Novembro de 1903, a Gazeta dos Caminhos de Ferro noticiou que em breve seria apresentado o projecto definitivo para o primeiro lanço da Linha de Ponte de Sôr, de Évora a Divor, iniciando-se logo de seguida as obras. No entanto, o primeiro lanço da linha a ser inaugurado foi entre Évora e Arraiolos, em 21 de Abril de 1907.
Nos horários de Julho de 1913, esta interface aparecia como estação, sendo servida pelos comboios entre Évora e Mora.